# Masia Font Santa
La Masia Font Santa és una obra de Sant Pere de Torelló (Osona) protegida com a Bé Cultural d'Interès Local.

## Descripció
Edifici civil. Masia de planta rectangular coberta a dues vessants amb el carener perpendicular a la façana, orientada a migdia. La vessant de llevant és més llarga que l'altra i el portal es troba descentrat. Consta de planta baixa i dos pisos. A les parts baixes és construïda amb pedra i a les superiors de tàpia i totxo, està arrebossada deixant els elements de ressalt a pedra vista. L'estat de conservació és bo. L'edificació es troba envoltada per dependències agrícoles.

## Història
Es troba a 2 km de la vila, vers el Sud. Es troba a pocs metres del que fou l'antic balneari de Font Santa, on hi havia una deu d'aigües sulfuroses, estudiades al 1840. El seu propietari, Manuel de Parrella, hi feu construir un balneari el 1847.
Avui el balneari es troba abandonat i semi enrunat, mentre que el mas continua amb les seves tasques agrícoles.
Es desconeix si el nom del mas era de Font Santa des dels orígens o va adoptar el nom del balneari al segle xix.